# Guitar Wolf
Guitar Wolf (jap. ギターウルフ) ist eine japanische Garagen-Rock-’n’-Roll-Band, die 1987 in Harajuku gegründet wurde. Sie schafften es seitdem, ihre Musik weltweit erfolgreich zu vermarkten und ihre Alben wurden in Australien, Europa, Japan und den Vereinigten Staaten veröffentlicht. In ihren aktivsten Jahren spielten sie bis zu 200 Konzerte im Jahr.

## Geschichte
Nachdem Gitarrist Seiji und Bassist Billy längere Zeit gemeinsam in Harajuku in verschiedenen Punk-Shops gearbeitet hatten, beschlossen sie 1987 auf Grund ihres ähnlichen Musikgeschmacks gemeinsam eine Rock-’n’-Roll-Band zu gründen. 1991 stieß Toru zur Band hinzu und Guitar Wolf befanden sich in ihrer endgültigen Besetzung. Sie nannten den eigenen Musikstil Jet Rock ’n’ Roll und beschrieben sich selbst als „World's Greatest Jet-Rock-’n’-Roll-Band“.
Ihr erstes Studioalbum, Run Wolf Run, wurde auf Grund von Geldmangel in der damaligen Wohnung von Seiji eingespielt. 1994 wurde es in den Vereinigten Staaten veröffentlicht, ein Release in ihrem Heimatland folgte erst einige Monate später. Schon ihr folgendes Album Missile Me wurde auch in Europa veröffentlicht. 1997 erhielten sie bei Ki/oon Records, einer Tochterfirma von Sony Music Japan, ihren ersten Major-Plattenvertrag.
1999 drehten Guitar Wolf gemeinsam mit Regisseur Tetsurō Takeuchi den Splatter-Trash-Film Wild Zero, in dem sie auch die Hauptrollen übernahmen. Der dazugehörige Soundtrack wurde zur gleichen Zeit als Album veröffentlicht.
Am 30. März 2005 starb Bass Wolf Billy im Alter von 38 Jahren kurz nach ihrer Nordamerika-Tournee an einem Herzinfarkt. Alle weiteren geplanten Konzerte wurden von den hinterbliebenen Bandmitgliedern abgesagt. Im September 2005 wurde der damals erst 19-jährige Ug als neuer Bass Wolf vorgestellt. Noch im selben Monat nahmen Guitar Wolf ihre Aktivitäten wieder auf und spielten zwischen dem 24. und 31. Dezember 2005 insgesamt sechs Konzerte in Australien.
Nach dem weltweit veröffentlichten Album Dead Rock starteten Guitar Wolf erneut eine Welttournee, die sie unter anderen auch zum mittlerweile dritten Mal nach Deutschland führte. Im Anschluss an die Tournee wurde im August 2007 eine kurzfristige Einstellung der Aktivitäten auf Grund einer gesundheitsbedingten Operation von Seiji bekannt gegeben. Ende 2007 wurde das Album Mars Twist vorgestellt, ein Best-Of-Album, das ausschließlich Neuaufnahmen älterer Songs enthält.

## Jet Rock ’n’ Roll
Obwohl Guitar Wolf inzwischen über einen professionellen Aufnahmeraum verfügen, blieben sie ihrem anfänglichen Stil treu und nehmen ihre Stücke mit übertriebener Lautstärke auf und bewahren somit ihren typischen kratzigen, verzerrten Garagenstil. Ihr viertes Album Jet Generation wird ironisch oft als „loudest CD ever made“ (engl.: ‚lauteste CD aller Zeiten‘) bezeichnet, da die Band nach den Studioaufnahmen merkte, dass sie die theoretischen 96 Dezibel maximale Aufnahmelautstärke einer CD weit überschritten hatten.
Auf Konzerten wird oftmals zusätzlich vor die Verstärker ein Mikrofon aufgestellt, um durch diese Umleitung einen doppelten Verzerrungseffekt zu erzielen. Von vielen Fans werden sie deswegen auch als „The Clash mit kaputtem Verstärker“ bezeichnet. Zusätzlich praktiziert Frontmann Seiji exzessive Selbstzerstörung während der Liveauftritte der Band. So trinkt er beispielsweise vor dem Beginn und während der Konzerte eine Flasche Bier in einem Zug leer, zerstört Flaschen und Gläser, wirft Mikrofonständer rücksichtslos um und klettert auf Einrichtungen und Musik-Equipment, um anschließend davon herunterzuspringen. Im Gegensatz zu anderen Rock-’n’-Roll-Musikern zerstören Guitar Wolf in der Regel allerdings nur in Ausnahmefällen ihre eigenen Instrumente auf der Bühne.
Da ihre Musik sehr stark von Musikern wie den Ramones und Joan Jett beeinflusst wurde, nannten sie ihren eigenen Musikstil Jet Rock ’n’ Roll oder auch Jett Rock und stellen sich selbst oft als „the world’s greatest Jet-Rock-’n’-Roll-band“ (engl.: ‚die weltbeste Jet-Rock-’n’-Roll-Band‘) vor. Mittlerweile produzieren Guitar Wolf auch ihre eigene T-Shirt-Kollektion mit dem Titel Jet Clothing.

## Diskografie

### Alben
- 1993: Wolf Rock!
- 1994: Run Wolf Run
- 1995: Missile Me
- 1997: Planet of the Wolves
- 1999: Jet Generation
- 1999: Wild Zero (Soundtrack-Album)
- 2000: Rock’n’Roll Etiquette
- 2000: Live!! (Livealbum)
- 2002: U.F.O. Romantics
- 2004: Loverock
- 2005: Golden Black (Best-Of-Album)
- 2007: Dead Rock
- 2007: Mars Twist (Best-Of-Album mit Neuaufnahmen bisheriger Songs)
- 2009: Jet Satisfaction (Mini-Album)
- 2010: Uchusenkan Love (Space Battleship Love)
- 2013: Beast Vibrator
- 2016: T-Rex From a Tiny Space Yojouhan
- 2019: Love & Jett

### Singles
- 1995: Somethin’ Else
- 1996: Missile Me
- 1996: Satisfaction
- 1997: Can-Nana Fever
- 1997: Bad Reputation
- 1997: Kawasaki ZII 750 Rock'n'Roll
- 1998: Kaminari One
- 1999: Murder by Rock!
- 2000: God Speed You
- 2001: I Love You, Ok
- 2006: Ultra Cross EP Vol. 1
- 2006: Ultra Cross EP Vol. 2
- 2006: Ultra Cross EP Vol. 3
- 2009: Jet Satisfaction

### Videoalben
- 1995: Guitar Wolf vs. Sanfrancisco Wolf (Live-Video)
- 1999: Hero the Wolves (Live-Video)
- 2002: Red Idol (Live- und Musikvideos)
- 2005: Live at the World (Live-Video)

### Film
- 1999: Wild Zero